# ...e Napoli canta!
...e Napoli canta! è un film italiano del 1953 diretto da Armando Grottini, al suo ultimo film realizzato per il cinema (in seguito il regista lavorò esclusivamente per la televisione).
Segnò il debutto cinematografico di Virna Lisi, all'epoca diciassettenne.

## Trama
1935: un nobile ricco per non compromettere le nozze della figlia con un nobile inglese le sottrae la figlia neonata (avuta da una relazione clandestina), affidandola alle suore con una medaglietta della Madonna al collo.
1953: Giorgio con alcuni amici prova uno spettacolo di canzoni napoletane finanziato grazie a un anziano artista. Venuto in lite con la padrona di casa, Giorgio fitta una camera presso una brava donna che vive con la bella figlia Maria. Tra i due nasce presto l’amore. Quando, grazie ad un lungimirante impresario, le cose si stanno mettendo per il meglio, la madre di Maria viene convocata dalle suore: una donna ha finalmente conosciuto la verità sulla figlia che le fu sottratta 18 anni prima ed affidata alle suore: ora reclama la propria figlia, cioè Maria. La ragazza si trasferisce presso la madre naturale e, partecipando a feste e frequentando nobili, si fidanza con un giovane rampollo ma senza mai dimenticare il suo Giorgio con il quale si incontra segretamente. Nel frattempo, lo spettacolo di questi ha un gran successo, ma proprio Giorgio ha perso ogni entusiasmo: Maria si sposa, Ma proprio sull'altare, sotto gli occhi delle due madri, Maria trova il coraggio di dire un no, per ricongiungersi a Giorgio.

## Produzione
Prodotto da Antonio Ferrigno, il film, a carattere musicale, è ascrivibile al filone dei melodrammi sentimentali, comunemente detto strappalacrime (poi ribattezzato dalla critica neorealismo d'appendice), molto in voga in quegli anni tra il pubblico italiano.
Fu girato per gli interni negli stabilimenti romani di Cinecittà e per esterni a Napoli.

## Distribuzione
Il film venne distribuito nelle sale cinematografiche italiane a partire dal 28 dicembre 1953.